# شهر (رمان)
شهر (به کُردی: شار) رمانی به زبان کُردی سورانی است که توسط حسین عارف نویسندهٔ کُرد نوشته شده‌است.

شهر، نخستین رمان حسین عارف بوده که جلد یکم آن در ۱۹۸۶ و جلد دوم آن پانزده سال بعد در سلیمانیه منتشر شده‌است. پس از نخستین چاپ رمان شهر در دو جلد، انتشارات آراس در سال ۲۰۱۱ این رمان را در قالب «مجموعه آثار حسین عارف» در یک مجلد در ۵۵۲ صفحه در اربیل به چاپ رساند. محل وقوع داستان در این رمان شهر سلیمانیه در کردستان عراق است. حسین عارف این رمان را به یاد دویستمین سال تأسیس شهر سلیمانیه تقدیم کرده‌است. رمان شهر تاکنون به فارسی ترجمه نشده‌است.

## شخصیت‌ها
- صابر حمال، شخصیتی تنبل که با ابلوموف گنچاروف مقایسه شده، با این تفاوت که وی همزمان فقیر نیز هست.[۸]
- درویش
- مریم[۹]

## سبک
سبک این رمان واقع‌گرایی اجتماعی و تاریخی است. حسین عارف در این رمان تلاش کرده تا شهر سلیمانیه و تاریخ قدیم این شهر در دههٔ ۱۹۴۰ را توصیف کند و به همین دلیل رمان شهر سرشار از شرح وقایع تاریخی منطقهٔ کردستان و کشور عراق است. از جملهٔ این رویدادها می‌توان به سیل بزرگ شهر سلیمانیه، فقر و تنگدستی مردم در دوران پس از جنگ چهانی دوم، ورود تلویزیون به شهر در ابتدای دههٔ ۱۹۵۰، کشته شدن اختر همسر رِشول در تظاهرات، بازگرداندن پیکر شیخ محمود و … اشاره کرد که در رمان شهر مورد اشاره قرار گرفته‌اند عارف در توصیف این وقایع، داستان و تاریخ را در هم آمیخته و ماجرای داستان را در بطن رویدادهای تاریخی واقعی روایت کرده‌است.
بخش نخست رمان شار به شرح عمومی ماجراهای درون شهر در ارتباط با رویدادهای تاریخی اختصاص دارد، اما بخش دوم که در آن حسین عارف پس از ۱۳ سال بار دیگر سراغ شهر آمده، شخصیت‌ها نقش مهمی دارند و نویسنده به بیان روانشناسانهٔ شخصیت‌ها دست زده‌است. در بخش دوم همچنین راوی داستان تغییر می‌کند و وحل وقوع رویدادها نیز محدودتر می‌شود و از این طریق افکار و روحیات و دغدغه‌های شخصیت‌ها به صورت جزئی‌تری به خواننده معرفی می‌شود. منتقدان از بخش ادب به عنوان وجه اجتماعی و از بخش دوم به عنوان وجه سیاسی رمان شهر یاد کرده‌اند.
حسین عارف همچنین با توصیف روابط جنسی بین دو شخصیت درویش و مریم به بخش‌هایی از رمان خود جنبه‌ای اروتیک بخشیده‌است.

## جایگاه در ادبیات کردی
رمان شار در میان کردها و مخاطبان ادبیات کردی، به ویژه در کردستان عراق بسیار شناخته شده‌است. در نظرسنجی سال ۲۰۱۹ انتشارات و مرکز فرهنگی اندیشه از ۱۰۰ رمان‌نویس، داستان‌نویس، منتقد و متخصص در زمینهٔ رمان برای انتخاب ۵۰ رمان برتر ادبیات کردی، رمان شهر به عنوان برترین رمان تاریخ ادبیات کردی در جایگاه اول قرار گرفت.